# Méta-perception

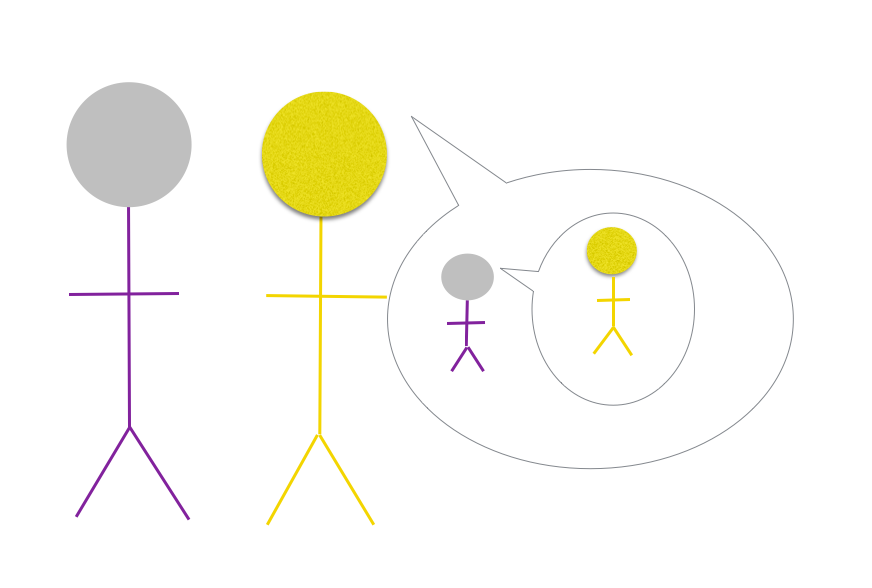
Ce que je pense que l'autre pense de moi.

La méta-perception représente la perception qu'un individu a quant à la perception d’un autre individu à son sujet ou autrement dit, ce que l'on pense que l'autre pense de nous. Le concept de méta-perception est une des trois composantes de la perception interpersonnelle.
La perception interpersonnelle (en) est un système complexe et un domaine de recherche en psychologie sociale qui examine la perception que des individus en interaction ont les uns des autres. Elle peut être conçue comme impliquant un minimum de trois concepts cognitifs, distincts mais étroitement liés, ces trois composantes sont la perception de soi, la perception des autres et la méta-perception.
Reliée au concept de méta-perception, la meta-accuracy représente quant à elle l'exactitude avec laquelle les individus peuvent estimer ce que les autres pensent d'eux.
La méta-perception qui s'applique à un niveau de perception individuel est à distinguer des méta-stéréotypes qui comprennent les croyances d'un exogroupe à l'égard d'un endogroupe.
Depuis déjà presque 60 ans, grâce au travail pionnier de Heider (1958) quant aux concepts de « vouloir » et « essayer », les psychologues sociaux ont découvert qu'inférer l’état mental de l’autre et tenter de lire ses pensées se fait de manière naturelle, sans doute imparfaite, pour la plupart des individus et conduit entre autres à la formation d’impressions.
Un modèle prédominant de la perception humaine est le Modèle des Relations Sociales plus connu sous le nom de Social Relations Model réalisé par Kenny et La Voie en 1986. Celui-ci permet d'étudier les dynamiques interpersonnelles, les perceptions et les comportements entre les individus lors d'une interaction sociale. Il a permis de découvrir que la formation des méta-perceptions serait exclusivement influencée par la perception de soi. En effet, il existerait une sorte de circularité entre les deux concepts leur permettant de s'influencer mutuellement.

## Définition et concept
Le concept de méta-perception se réfère à l'idée qu’un individu se fait quant à la perception d’un autre individu à son sujet, ou plus simplement : la perception de ce qu'un individu pense qu’un autre individu pense de lui. Le concept de méta-perception répond à la question : « Qu’est-ce je pense qu'il pense de moi ? ».
Le terme de méta-perception dans la perception interpersonnelle a été introduit pour la première fois par Laing, Phillipson et Lee en 1966. Par souci de clarté et de manière schématique, elle peut être représentée comme étant ce que A pense que B pense de lui (A), ex : Zoé pense que Léa pense que Zoé est désagréable. En effet, l'expérience sociale dyadique (qui implique deux personnes) à laquelle l’être humain est confronté lors de ses interactions ne prend pas seulement en compte la vision directe du soi ou la vision des autres, mais également la méta-perspective, qui représente la vision de la vision des autres du soi.
En 1994, Kenny élabore une nouvelle distinction dans la définition du concept de méta-perception et soutient que celle-ci peut prendre deux formes différentes séparément ou conjointement : généralisée et dyadique. La méta-perception généralisée reflète la perception des individus quant à ce que d'autres individus pensent d’eux et ce de manière générale, tandis que la méta-perception dyadique est associée à la perception de chaque personne en particulier.

## Historique
C'est depuis les années 1930 avec les travaux de George Herbert Mead et al et ensuite dans les années 1950 grâce aux travaux de Fritz Heider (1958) que les psychologues sociaux se sont penchés sur la question de l’inférence psychologique. En effet, les humains ont toujours eu une tendance naturelle à tenter de lire les pensées d’autrui. Cependant, cette lecture restant imparfaite, elle a et mène encore souvent à la formation d'impressions subjectives.

### Perception interpersonnelle
Le concept de perception interpersonnelle est étudié en psychologie sociale comme la perception que peuvent avoir les individus les uns des autres et ce lorsque ces derniers sont en interaction. Comme Kenny le résume, il s'agit d’une perception basée sur le jugement qu'un « percevant » a d'une autre personne, le « perçu ». Lors de l'interaction, le percevant et le perçu peuvent mutuellement changer de rôle.
La formation de cette perception dite interpersonnelle est cela dit complexe et implique un ensemble de trois concepts cognitifs permettant d'aboutir à « l'impression » ou la perception. Ces trois concepts sont la perception de soi, la perception d’autrui et la méta-perception : ils seront résumés ci-après.
Ces trois concepts sont considérés comme interdépendants et s'influencent donc les uns les autres. Autrement dit, une modification au sein de la perception de soi peut influencer et modifier la perception d’autrui ou la méta-perception. En effet, Ronald Laing et al. ont confirmé l'idée que la réciprocité de la relation entre ces trois types de perception les rendait dépendantes les unes des autres et que la modification d’une des perceptions entraînerait la modification des autres perceptions. De manière plus concrète, imaginons les trois concepts sous forme d'une interaction entre A et B :
- A se sent soudain mal dans sa peau → A percevra B différemment et cela influencera aussi la manière dont A pense que B le perçoit.
- A perçoit B négativement → cela aura une incidence sur la manière dont A se perçoit lui-même et comment il pense être perçu par B.
- A pense que B ne l’aime pas → cela influencera la façon dont A se perçoit et la manière dont A perçoit B.

#### Perception de soi

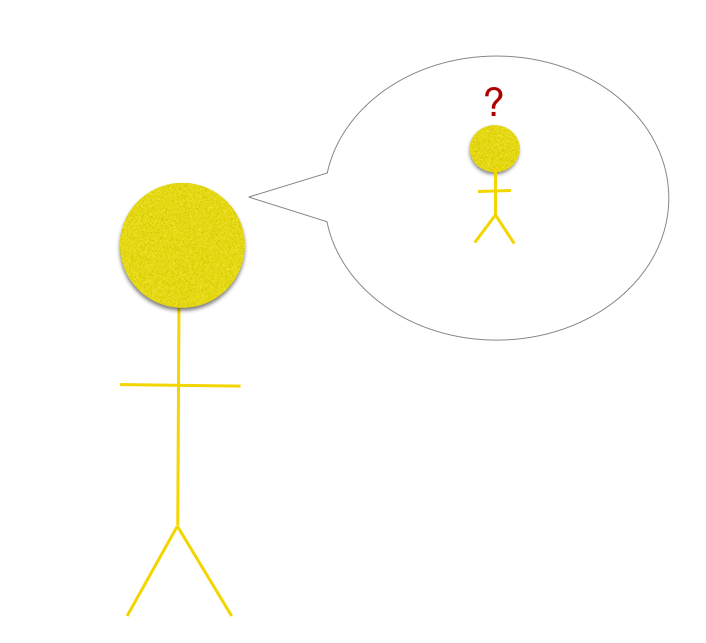
Questionnement sur l'image de soi.

La perception de soi (en) représente l'idée qu'une personne se fait d'elle-même. Le concept de perception de soi fut développé en 1967 par Daryl Bem. Selon lui, les individus ont une tendance naturelle à  déduire leurs traits de personnalité, leurs attitudes, leurs sentiments et leurs motivations sur base de l'auto-observation de leurs propres comportements et des circonstances dans lesquelles les comportements ont lieu. Il en ressort que c’est donc via l'observation de soi-même que l'individu est en mesure de répondre à la question « Qui suis-je ? ». La perception de soi n'est pas à confondre avec « l'image de soi » qui elle peut prendre différentes définitions et être nuancée selon les disciplines dans lesquelles elle est étudiée.

#### Perception d'autrui
La perception d'autrui ramène aux impressions, aux croyances, aux perceptions qu'un individu entretient vis-à-vis d’un autre. Contrairement à la perception de soi, la perception de l'autre englobe un concept plus social et interactionnel. La perception d'autrui est fortement lié au concept de perception sociale définie comme la manière qu'ont les individus de se former des impressions vis-à-vis des autres et la façon qu'ils ont d'élaborer des jugements à leur égard. Autrement dit, la perception d’autrui permettrait de répondre à la question : « Qu'est-ce que je pense de lui ? »

#### Méta-perception
La méta-perception est comme nous l'avons déjà dit l'idée qu'un individu se fait quant à la « perception d’un autre individu à son égard ». Plus simplement, la méta-perception permet de répondre à la question suivante : « Qu'est-ce que je pense que l'autre pense de moi ? »

### Modèle des relations sociales
Le modèle des relations sociales mérite un certain intérêt puisqu'il reprend un modèle général de la perception humaine.
Nous verrons[style à revoir] qu’il implique la méta-perception en particulier puisqu'il permet de façon plus globale d’étudier les dynamiques interpersonnelles, les perceptions et les comportements entre les individus lors d’une interaction sociale.
Le modèle permet d'analyser les facteurs des perceptions interpersonnelles qui sont, comme indiqué plus haut, la perception de soi, la perception d'autrui et la méta-perception et ce à un niveau individuel mais également dyadique. Si l'on tient compte du niveau dyadique, il convient donc d'inclure de nouveaux facteurs qui eux-mêmes influencent les perceptions et les méta-perceptions entretenues par un ou plusieurs individus lors d'une interaction.
Énoncé simplement, les facteurs influençant seraient : l'effet de l'acteur, l'effet du partenaire et l'effet de la relation. L'effet de l'acteur et du partenaire opère plutôt à un effet individuel et l’effet de la relation à un niveau dyadique. L'application de ces trois effets appliqués aux perceptions et aux méta-perceptions permettent une vision simplifiée telle que l'exemple suivant d'une relation entre A et B.
En suivant le modèle des relations sociales, l'impression que A construirait au sein de la relation avec B dépendrait de l'effet de l'acteur (la manière dont A perçoit généralement les autres), l'effet du partenaire (la manière dont A est généralement perçue par les autres) et l'effet de la relation (la manière dont A est perçue par B), ce dernier impliquant une modalité plus spécifique en matière de relation. Ce dernier effet ne peut être transposé à une autre relation puisqu'il est à chaque fois unique. Tandis que les effets de A et de B peuvent être réutilisés sans trop de difficulté et ce peu importe la relation.
Plus spécifiquement concernant la méta-perception, les facteurs observés précédemment peuvent également être repris de la même manière. En effet, toujours en prenant l’exemple d’une relation entre A et B, la méta-perception de A dépendra de : la manière dont A se sent généralement perçu par les autres, comment les gens pensent que A perçoit généralement les autres et enfin comment A pense être perçue par B.
De plus, l’étude de la méta-perception via le modèle des relations sociales a scindé le concept en deux à savoir : les « traits » et les « affects ». La méta-perception est alors calculée pour chaque trait du Big Five (reprenant on le rappelle l'ouverture à l'expérience, la conscienciosité, l'extraversion, l'agréabilité et le névrosisme) au niveau des trois composantes du modèle des relations sociales de Kenny et La Voie : l'acteur, le partenaire et la relation.
Les études de la méta-perception via le spectre du modèle des relations sociales ont révélé que la méta-perception était à environ 50 % influencée par l'effet de l'acteur donc la manière dont A se sent généralement perçue par les autres. En effet, un individu A se sentirait généralement toujours perçu de la même manière et l'impression qu'il penserait faire aux autres différerait de celle que tout autre individu estime qu’on pense de lui. Kenny et DePaulo ont confirmé que 55 % des méta-perceptions de traits ou d'affect était influencée par l'effet de l’acteur. L'effet du partenaire quant à lui n’influence la méta-perception qu'à environ 5 % ce qui laisserait croire que les individus ne sont généralement pas d'accord concernant l'évaluation d’autrui. Enfin, l'effet de relation n'expliquerait qu’environ 5 à 15 % de la méta-perception.
En conclusion, la perception qu’aurait un individu concernant ce que les autres pensent de lui de manière générale aurait une influence prépondérante et bien plus importante que les deux autres effets de partenaire et de relation. Cela laisserait entendre que la méta-perception d'un individu ne se construirait donc pas différemment au sein de chaque relation mais plutôt à un niveau plus macro, ne prenant quasi pas compte du côté unique de chaque interaction.

## La meta-accuracy
La « meta-accuracy » (la méta-exactitude) peut se définir comme étant le degré auquel les méta-perceptions correspondent aux vraies perceptions ou autrement dit l'exactitude avec laquelle les individus peuvent estimer ce que les autres pensent d’eux.
Pour déterminer la « meta-accuracy », il est possible de comparer la méta-perception de A de l'évaluation de B à la réelle évaluation que B se fait de A. Cependant, celle-ci s'avère être généralement assez basse car il est difficile d’atteindre un taux élevé d'exactitude. En effet, la « meta-accuracy » peut être biaisée par toute une série de facteurs individuels tels que le narcissisme ou encore par un besoin d'approbation sociale ainsi que par des facteurs externes comme l'hésitation à l’échange d'information évaluative ou les tentatives de manipulation, de vengeance ou au contraire de gentillesse.

## Modèles de formation de la méta-perception
Contrairement à l'idée intuitive qui serait de croire que les individus déduisent ce que les autres pensent d'eux sur base d’un feed-back de leur comportement vis-à-vis de leur « partenaire » au sein d’une relation dyadique, la réalité serait d’un autre ordre. Les croyances des individus quant à la manière dont ils pensent être perçus par les autres dépend essentiellement de leur propre perception d’eux-mêmes.

### Modèles de Kenny et DePaulo
Les deux auteurs ont établi quatre modèles différents expliquant la formation de la méta-perception. Ces quatre modèles découlent du modèle général suivant :

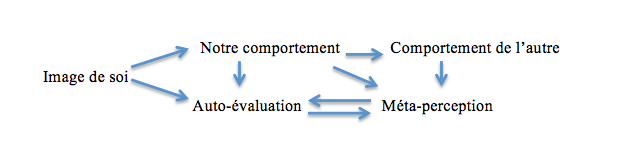
Schéma de Kenny et DePaulo.

Concrètement et en reprenant une pseudo relation entre A et B : A entretiendrait une idée générale concernant la personne qu’elle est. Cette idée influencera la manière dont A se comportera avec autrui et comment A interprétera son propre comportement vis-à-vis d’autrui. Plus spécifiquement, le comportement de A influencera la manière dont B réagira et influencera l’auto-évaluation de B. La méta-perception de A vis-à-vis de B sera influencée par le comportement de B, par le comportement de A ainsi que par l’auto-évaluation de A. Enfin, l’évaluation personnelle de A peut être influencée par sa méta-perception.
Le premier modèle de Kenny et DePaulo concernant la formation de la méta-perception fut dénommé « Modèle Naïf » ou « Interactionniste symbolique » et présente l’idée que notre comportement influence le comportement d’autrui et qu’ainsi, ce dernier influence notre méta-perception et notre perception de soi. Ce premier modèle déduit la méta-perception du feed-back interactionnel et se schématise comme suit :
- Notre comportement → Comportement de l’autre → Méta-perception → Perception de soi

Le deuxième modèle est le « Self-Theory Model » et reprend le postulat que l'individu (acteur) supposerait que les autres le voient de la manière dont lui-même se voit en général. Le fait de percevoir sa propre personnalité d'une façon suffisamment ancrée amènerait les individus à penser qu'autrui la verrait également de manière apparente et transparente, et cela indépendamment de la relation de proximité ou bien du temps passer avec autrui. Cela impliquerait que les individus A (acteurs) ne prennent pas en considération le comportement de leurs interlocuteurs ou bien leurs propres comportements lors de leur calcul de méta-perception. Le modèle se présente comme suit :
- Image de soi  →  Auto-évaluation  →  Méta-perception

Le troisième modèle ou « Modèle du jugement de soi » verrait le phénomène de méta-perception comme le fruit d'une observation de l'acteur de ses propres comportements. Un individu A serait donc amené à observer son propre comportement et en déduirait une certaine perception ou évaluation de son comportement, A inférerait ensuite que B percevrait ce comportement identiquement. Le modèle se présente comme suit :
- Notre comportement →  Auto-évaluation  →  Méta-perception

Le quatrième et dernier modèle est celui de « l'observation directe ». Ce dernier reprendrait l'idée que pour former sa méta-perception, l'acteur observerait également son propre comportement et déduirait que B juge le comportement de la même manière. La différence avec le troisième modèle est donc la disparition de l'étape intermédiaire d’évaluation du comportement par A lui-même.
- Notre comportement →  Méta-perception

Pour conclure, ce qui ressort de la plupart des études va dans le sens du modèle de la théorie de soi qui énonce qu'un individu A supposerait que sa personnalité soit immédiatement apparente pour n'importe quel autre individu B.

### Modèles de Ames
Ames appelle son modèle « mind reader's tool kit » ou « trousse à outils du lecteur de l'esprit ». Selon l'auteur du modèle, les individus utilisent tous les jours des outils pour essayer de percevoir ce que les autres pensent, veulent et ressentent. Il existe trois grandes stratégies ressortant de son modèle et permettant à l'acteur de former sa méta-perception :
- L'observation des comportements verbaux ou non verbaux d'autrui : l'acteur se baserait sur les comportements verbaux et physiques apparents de son interlocuteur ainsi que sur les comportements non verbaux et les manifestations d'émotions sous-jacentes pour tenter de comprendre les pensées de ce dernier.
- La projection de sa propre vision sur les autres : l’acteur peut aussi observer son propre état d'esprit pour projeter sa vision de lui-même en l'autre et ainsi former ses méta-perceptions.
- La dépendance aux stéréotypes : l'acteur peut enfin faire appel aux stéréotypes en déduisant que l'état d’esprit de son interlocuteur correspond à celui des membres du groupe social auquel il appartient.

En conclusion et selon Ames, il n'existe pas d’évidence directe du comportement d’autrui. L'acteur se repose aussi sur les stéréotypes ou sur la perception qu'il a de lui-même pour inférer ce que son interlocuteur pense, veut ou ressent.

## La formation de la méta-perception
La plupart des études sur la méta-perception s'accordent sur le fait que les croyances des individus quant à la manière dont ils sont vus par les autres sont fondées essentiellement sur leur perception d’eux-mêmes. Ce qui reviendrait à dire que lorsqu'une personne forme ses méta-perceptions, elle ne se base que sur ce qu'elle pense d'elle-même, sans prendre en compte les signes externes d'appréciation ou de non appréciation de la personne qu'elle a en face d'elle.

### L'utilisation de la perception de soi
L'utilisation de la perception de soi est, dans la plupart des cas, l'approche typique lors de la formation des méta-perceptions.
Le modèle de Kenny et DePaulo de la théorie de soi (Self-Theory Model) est sans doute le schéma le plus communément admis quant à la formation des méta-perceptions.
Le percevant supposerait que les autres le voient de la même manière qu'il se voit lui-même et il formerait ses méta-perceptions en se basant sur la vision qu'il a de lui-même et sur son auto-évaluation. Les individus se reposeraient donc automatiquement sur leurs perceptions de soi pour inférer la vision des autres à leur sujet (méta-perceptions). D'ailleurs, lors d’une interaction sociale, les individus ont tendance à penser que leurs traits de personnalité, tels qu'ils les voient, sont immédiatement apparents aux autres.
Cette disposition naturelle à penser que nous sommes vus par les autres comme nous nous voyons nous-mêmes peut impliquer une tendance générale à surestimer que les autres pensent et agissent comme nous. Ce biais est plus connu sous le nom de « l'effet du faux consensus ».
L'utilisation de la perception de soi dans la formation de la méta-perception permet de nombreux avantages pratiques et fonctionnels facilitant la tâche du percevant.
Par exemple, en se reposant sur son Soi familier, le percevant ne doit faire aucun effort d'interprétation du comportement de son interlocuteur, et n’a pas besoin de constamment se redéfinir en fonction de ses différentes interactions ou de ses différents interlocuteurs.

### L'utilisation de l'observation du comportement d'autrui
La méta-perception peut également être basée sur une autre stratégie : celle de l'observation du comportement de l'autre. Dès lors, le percevant se basera sur le feedback renvoyé par son interlocuteur pour former ses propres perceptions.
Néanmoins, cette stratégie pose certains problèmes et ne peut être envisagée dans tous les cas de figures. En effet de nombreux paramètres interviennent, empêchant l'individu de se baser uniquement sur l’observation d’autrui ainsi que sur leur feedback.
Bien que l'observation du comportement d’autrui peut être très utile, plusieurs recherches suggèrent que cette stratégie ne mène pas nécessairement à des méta-perceptions exactes. Cela peut notamment s'expliquer par le fait qu'un feedback direct et honnête de la part des autres n'est pas toujours disponible. Par conséquent, même lorsqu'un individu tente d’utiliser le feedback qu'il reçoit, il est possible que ce feedback ne représente pas ce que l'autre pense vraiment.

### L'utilisation des stéréotypes
La troisième stratégie de formation de la méta-perception est l'utilisation des stéréotypes. Cette stratégie se retrouve dans le modèle de formation d’impressions de Ames : la dépendance aux stéréotypes. Ames énonce que pour tenter de prédire les pensées des autres, et plus spécifiquement lorsque nous formons nos méta-perceptions, nous sommes enclins à nous reposer sur les stéréotypes existants.
Les stéréotypes, pouvant être définis comme « des théories implicites de personnalité que partage l'ensemble des membres d'un groupe à propos de l'ensemble des membres d'un autre groupe et du sien propre », font référence au groupe et non à l'individu.
En effet, l'utilisation des stéréotypes dans la formation des méta-perceptions, a été bien plus discutée dans les contextes intergroupes qu’interpersonnels.
Malheureusement, la plupart des études sur la formation de la méta-perception impliquent des contextes interpersonnels dans lesquels l'appartenance à un groupe n'est pas un facteur saillant et dans lesquels les individus semblent former leurs méta-perceptions à propos de ce que les autres pensent d’eux comme personnes et non comme membres d'un groupe. De plus, même dans la littérature intergroupe, relativement peu d’attention a été accordée à cette stratégie de formation de méta-perceptions.

#### Articles de recherche
- [Ames 2004] (en) D.R. Ames, « Inside the Mind Reader's Tool Kit : Projection and Stereotyping in Mental State Inference », Journal of personality and social psychology, vol. 87, no 3,‎ 2004, p. 340-353 (lire en ligne)
- [Frey et Tropp 2006] (en) F.E. Frey et L.R. Tropp, « Being seen as individuals versus as group members: extending research on metaperception to intergroup contexts », Personality and social psychology review, vol. 10, no 3,‎ 2006, p. 265-280
- [Kapla, Santuzzi et Ruscher 2009] (en) S.A. Kapla, A.M. Santuzzi et J.B. Ruscher, « Elaborative metaperceptions in out-come-dependent situations : the diluted relationship between default self-perceptions and metaperceptions », Social cognition, vol. 27, no 4,‎ 2009, p. 601-614
- [Kenny et DePaulo 1993] (en) D.A. Kenny et B.M. DePaulo, « Do people know how other view them ? An empirical and theoretical account », Psychological Bulletin, vol. 114, no 1,‎ 1993, p. 145-161
- [Langer et Wurf 1999] (en) S.L. Langer et E. Wurf, « The effects of channel-consistent and channel-inconsistent interpersonal feedback on the formation of metaperceptions », Journal of Nonverbal behavior, vol. 23, no 1,‎ 1999, p. 43
- [Levesque 1997] (en) M.J. Levesque, « Meta-accuracy among acquainted individuals: A social relations analysis of interpersonal perception and metaperception », Journal of Personality and Social Psychology, vol. 72, no 1,‎ 1997, p. 66-74 (lire en ligne)
- [Santuzzi 2007] (en) A.M.. Santuzzi, « Perception and metaperceptions of negative evaluation: group composition and meta-accuracy in a social relations model. », Group processes intergroup relations, vol. 10, no 3,‎ 2007, p. 383-398 (lire en ligne)
- [Shechtman et Kenny 1994] (en) Z. Shechtman et D.A. Kenny, « Metaperception accuracy : An israeli study. », Basic and applied social psychology, vol. 15, no 4,‎ 1994, p. 451-465 (lire en ligne)
- [Turner et Schabram 2012] (en) R.A. Turner et K.F. Schabram, « The bases of power revisited: an interpersonal perceptions perspective », Journal of organizational psychology, vol. 12, no 1,‎ 2012, p. 9-18 (lire en ligne)

#### Ouvrages
- [Aronson et al. 1997] (en) E.A Aronson, T.D. Wilson et R.M. Akert, Social Psychology, Addison-Wesley, 1997, 736 p.
- [Kenny 1994] (en) D.A. Kenny, Interpersonal perception : a social relations analysis, The guilford press, 1994, 270 p.
- [Laing et al. 1966] (en) R.D. Laing, H. Phillipson et A.R. Lee, Interpersonal perception : a theory and method of research, Springer publishing, 1966, 100 p.
- [Leyens 1983] J.-Ph. Leyens, Sommes-nous tous des psychologues ? Approche psychosociale des théories implicites de personnalité., Liège, Mardaga, 1983, 288 p. (ISBN 2-87009-181-8)
- [Mead 1934] (en) G.H. Mead, Mind, self and society from the standpoint of a social behaviorist, University of chicago press, 1934, 440 p. (lire en ligne)